# (17892) Morecambewise
(17892) Morecambewise (1999 EO5) – planetoida z pasa głównego okrążająca Słońce w ciągu 3,37 lat w średniej odległości 2,24 j.a. Odkryta 15 marca 1999 roku.